# Sonnewalde
Sonnewalde is een gemeente in de Duitse deelstaat Brandenburg, en maakt deel uit van het Landkreis Elbe-Elster.
Sonnewalde telt 3.154 inwoners.
Veldrijdster Judith Krahl is opgegroeid in Sonnewalde.

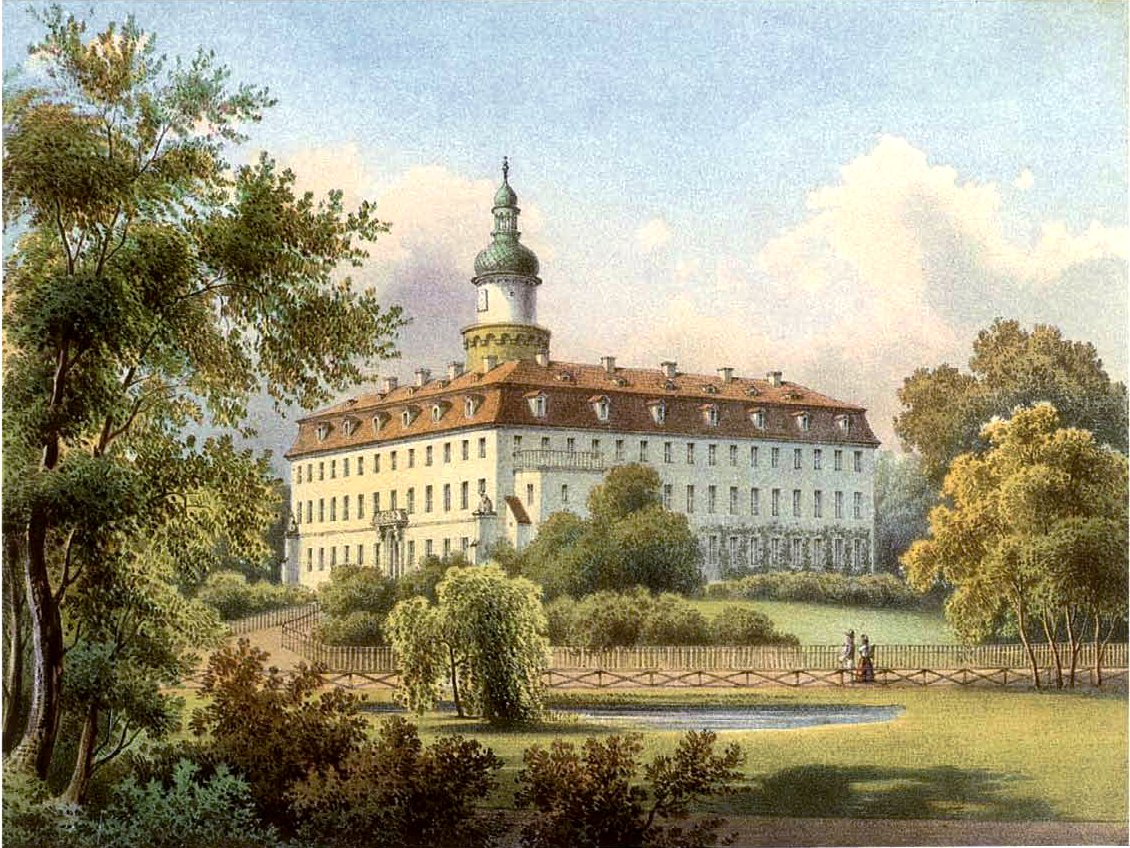
Palace Sonnewalde, around 1860, Edition by Alexander Duncker